# Wigstaartmiervogel
De wigstaartmiervogel (Cercomacra brasiliana) is een zangvogel uit de familie Thamnophilidae (miervogels).

## Verspreiding en leefgebied
Deze soort is endemisch in zuidoostelijk Brazilië van zuidelijk Bahia en oostelijk Minas Gerais tot Rio de Janeiro.

## Status
De grootte van de populatie wordt geschat op 10.000-20.000 volwassen vogels. Op de Rode lijst van de IUCN heeft deze soort de status gevoelig.